# Kantatie 43
Pour les articles homonymes, voir Route 43.
La route principale 43 (en finnois : Kantatie 43 est une route principale allant de Uusikaupunki à Harjavalta en Finlande.

## Parcours
La route parcourt les municipalités suivantes :
- Uusikaupunki
- Laitila
- Eura
- Kiukainen
- Harjavalta